# 斯圖勒比約恩峰
61°32′53″N 8°8′14″E / 61.54806°N 8.13722°E

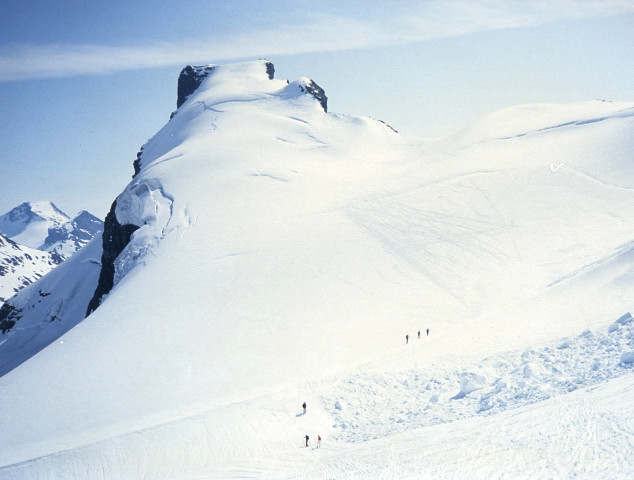

斯圖勒比約恩峰是挪威的山峰，位於該國東南部內陸郡，處於洛姆，屬於尤通黑門山脈的一部分，海拔高度2,222米，人類在1884年8月14日首次登頂。